# Günter Jendrich
Günter Kurt Paul Jendrich (* 5. August 1920 in Breslau; † 3. Juni 1969 in Ebenung bei Baden-Baden) war seit den späten 1940er-Jahren ein regional populärer, später bundesweit durch Radio, Fernsehen und Publikationen bekannter deutscher Journalist mit dem frühen Themenschwerpunkt Motorsport und dem späteren Hauptanliegen Verkehrssicherheit. Seinen Namen verbindet man insbesondere mit der ersten Rundfunk-Live-Reportage von der anderen Seite der Erdkugel, vom Großen Preis von Argentinien 1955 bei Buenos Aires am 16. Januar 1955, sowie mit der am 15. November 1961 erstmals vom Südwestfunk (SWF) für die ARD ausgestrahlten Fernsehsendung Das Rasthaus. Jendrich erfand dieses erste Auto- und Verkehrsmagazin im deutschen Fernsehen, das zum Markenzeichen des SWF avancierte, konzipierte jede Sendung des Magazins und moderierte es bis zu seinem frühen Tod insgesamt 83 mal, das letzte Mal vom Krankenbett aus im April 1969 wenige Wochen vor seinem Tod.

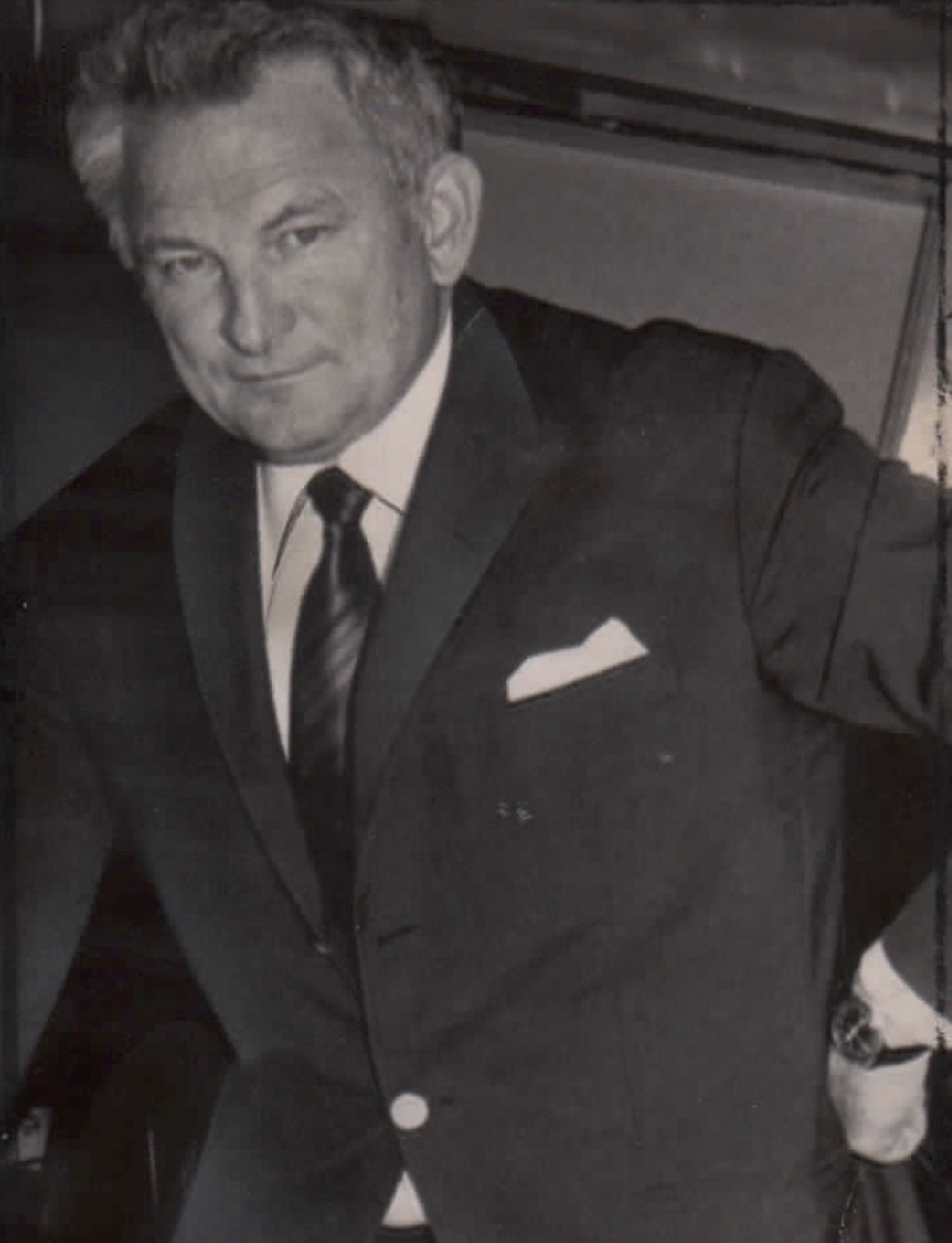
Günter Jendrich

## Frühe Jahre
Günter Jendrich kam als erster Sohn des Elektromeisters Paul Jendrich und dessen Ehefrau Klara, geborene Eckelt in Breslau zur Welt. Hier verbrachte er seine Kindheit und Jugend. Eine jüngere Schwester wurde als Kind von einem betrunkenen Autofahrer tödlich angefahren und starb wenig später im Krankenhaus. Im Jahre 1939 wurde Günter Jendrich zum Kriegsdienst eingezogen. Nach der Vertreibung aus Schlesien flüchtete die Familie Jendrich kurz vor Kriegsende nach Bad Ems. Dort heiratete Günter Jendrich, der laut Vertriebenenausweis seit dem 18. Juni 1945 seinen ständigen Aufenthalt im späteren Bundesgebiet hatte, am 28. Juli 1945 die Kontoristin Elfriede Henriette Müller. Wenige Wochen später, am 1. Oktober 1945, begann Jendrich für den von der französischen Besatzungsmacht eingerichteten Sender Koblenz zu arbeiten; der gehörte bald darauf zu dem ab dem 31. März 1946 unter französischer Leitung für die gesamte französische Besatzungszone aus Baden-Baden sendenden Südwestfunk. Am 4. Mai 1946 wurde der gemeinsame Sohn Volker geboren. Bereits am 15. November 1947 starb Elfriede Jendrich nach schwerer Krankheit. Im Jahre 1948 wechselte Günter Jendrich in die Sendezentrale des Südwestfunks nach Baden-Baden. Dort lernte er die erste Rundfunksprecherin des Südwestfunks Jutta Telge kennen, die er am 1. Oktober 1948 in Baden-Baden in zweiter Ehe heiratete. Aus dieser Ehe ging 1953 der zweite Sohn Thorsten Jendrich hervor, der am 33. Geburtstag seines Vaters geboren wurde.

## Karriere
Seine steile Medienkarriere begann Günter Jendrich als Leiter vom Dienst (LvD) im Hörfunk. Dort entdeckte man früh sein Talent für Reportagen. Wie der spätere „Fußballpapst“ und befreundete Kollege Rudi Michel, profilierte auch er sich sehr schnell als Sportreporter im gesamten Sendegebiet des Südwestfunks; im Juli 1949 berichtete Jendrich beispielsweise zusammen mit dem Tontechniker Ernst Gerstle für den SWF von der Rheinland-Pfalz-Rundfahrt der Radfahrer aus einem eigens dafür zum Ü-Wagen umgebauten VW Käfer.
So kam es, dass Jendrich schon bald zusammen mit Michel zu der hochkarätigen deutschen Reporterriege um Herbert Zimmermann und Kurt Brumme vom Nordwestdeutschen Rundfunk (NWDR), Ludwig Maibohm vom Hessischen Rundfunk (HR), Gerd Krämer und Rainer Günzler vom Süddeutschen Rundfunk (SDR) sowie Harry Valérien und Josef Kirmaier vom Bayerischen Rundfunk (BR) gehörte.
Der erste Höhepunkt in Jendrichs Karriere war Anfang 1955 die Rundfunk-Live-Reportage vom Großen Preis von Argentinien, zur damaligen Zeit eine technische Meisterleistung. Diese Live-Reportage begann er mit den inzwischen legendären Sätzen: „Hallo Deutschland, hallo Deutschland, hallo Baden-Baden. In diesem Augenblick habe ich das Zeichen bekommen, dass unsere Direktsendung beginnen kann. / 12 000 Kilometer von der Heimat entfernt meldet sich der Reporter des Südwestfunks aus Argentiniens Hauptstadt Buenos Aires: Meine Uhrzeit in diesem Augenblick 18 Uhr 24. Bei Ihnen in der Heimat müßte es jetzt 22 Uhr 24 Uhr sein, Nacht also, und wie ich annehme, winterkalt. Bei uns steht die Sonne am Himmel und brennt heiß auf das Autodrom herunter. Zu Beginn des Großen Preises von Argentinien [...] hatten wir eine Lufttemperatur von 38 Grad, auf dem Boden wurden 57 Grad gemessen.“ „Damals in Argentinien“, so gestand Günter Jendrich später einmal in einem Gespräch, „wurde ich vom Virus des Motorsports und schnellen Autos befallen“.
Fortan zog Günter Jendrich mit dem Automobil-Weltmeisterschaft-Zirkus (später: Formel-1-Zirkus) rund um die Welt von Rennstrecke zu Rennstrecke; darüber hinaus berichtete er aber auch von Rallyes beispielsweise aus schwarzafrikanischen Ländern. Zu seinen Freunden und Bekannten zählten sowohl Rennfahrerlegenden wie Juan Manuel Fangio, Karl Kling, Stirling Moss, Hans Herrmann und Joakim Bonnier als auch die legendären Rennleiter von Mercedes-Benz, Alfred Neubauer, und von Porsche, Fritz Huschke von Hanstein.

Günter Jendrich mit Alfred Neubauer, Juan Manuel Fangio und Stirling Moss beim Großen Preis von Deutschland am 8. August 1963 auf dem Nürburgring

Die Live-Reportage des Rennens zur Automobil-Weltmeisterschaft am 10. September 1961 in Monza (Italien), die er gemeinsam mit Rainer Günzler sprach, gehört zu den dunkelsten Stunden im Reporter-Leben von Günter Jendrich. Es kam zu einem tragischen Unfall, bei dem neben 16 Zuschauern (weitere 60 Zuschauer erlitten schwere Verletzungen) sein Freund Wolfgang Graf Berghe von Trips den Tod fand; Günzler und Jendrich brachen die Reportage ab, nachdem sie, zutiefst schockiert, nur unter großen Mühen den Unfalltod bekannt gegeben hatten.
Bereits 1955 hatte Günter Jendrich jenes 24-Stunden-Rennen von Le Mans in Frankreich live übertragen, bei dem Pierre Levegh mit seinem Mercedes tödlich verunglückte und aufgrund mangelnder Sicherheitseinrichtungen an der Rennstrecke 84 Zuschauer mit in den Tod riss.
Diese Erlebnisse und insbesondere der Tod von Graf Berghe von Trips führten bei Jendrich zu dem Entschluss, mit den Rennsportreportagen aufzuhören. „Ich verliere Jahr für Jahr so viele gute Freunde auf den Rennstrecken“, sagte Günter Jendrich einmal im Kollegenkreis, „dass ich damit aufhöre“.

## Verkehrssendungen
Ab 1961 entwickelte Günter Jendrich, der nunmehr verstärkt enge Kontakte zur Automobilindustrie und auch zum Bundesverkehrsministerium (Bundesministerium für Verkehr und digitale Infrastruktur) aufbaute, Konzepte für Verkehrssendungen wie z. B. Rot-Gelb-Grün (Quizsendung für Jugendliche; SWF 1961–1963; mit Susanne Schwarzberg als Assistentin), Verkehrsfibel (für Kinder und Jugendliche; SWF 1965) und Hilf mit. Am erfolgreichsten und langlebigsten (1961–2005; bis 1971 im Ersten Programm / Das Erste, danach im Dritten Programm von SR / Saarländischer Rundfunk, SDR / Süddeutscher Rundfunk und SWF) war das Auto- und Verkehrsmagazin Das Rasthaus, „das Autos, Ersatzteile, Reifen etc. testet und über Verkehrspolitik und Verkehrssicherheit informiert“. Das Magazin wurde zunächst von Jendrich alleine und ab 1964 zusammen mit seiner späteren Ehefrau, der Schauspielerin Antje Hagen, moderiert.
In den einzelnen Sendungen von Das Rasthaus ging es beispielsweise neben Rechtsfragen schwerpunktmäßig stets um mehr Sicherheit im Straßenverkehr; darüber wurden vor allem ausgiebige Gesprächsrunden geführt, was mit den Jahren allerdings seitens der Zuschauer zunehmend weniger als telegen empfunden wurde. In diesem Zusammenhang forderte Jendrich, der für sein Engagement mehrfach auch international ausgezeichnet wurde, vor allem auch die Automobilindustrie auf, bei der Entwicklung neuer Fahrzeuge mehr sicherheitsrelevante Aspekte für Fahrer und Fußgänger in die Neukonstruktionen einfließen zu lassen.
Seine im Laufe der Jahre erworbene Sachkompetenz in Fragen der allgemeinen Verkehrssicherheit verschaffte ihm viel Anerkennung bei seinen Zuschauern, der Industrie und selbst bei seinen Gegnern. Wolf Littmann, nach Jendrichs frühem Tod Nachfolger als Leiter der Sendung Das Rasthaus, schreibt dazu in seinem Buch Ton ab, Kamera läuft: „In die Fußstapfen eines bekannten Vorgängers zu treten, war keine einfache Sache. Mit wem auch immer ich in Berührung kam, sofort wurde ich auf Günter Jendrich angesprochen, und stets klang dabei mit, daß er ein Könner gewesen war, dem man Anerkennung zollte. Sein Begräbnis hatte bewiesen, welcher Wertschätzung er sich in der Automobilbranche erfreute. Auf dem Baden-Badener Friedhof herrschte ein Gedränge, als trage man einen hohen Politiker zur letzten Ruhe, und am Grab häuften sich Kränze und Blumen der Autoproduzenten in einer Menge, wie man es sich kaum vorstellen konnte.“

## Späte Jahre
Nach der Scheidung von seiner zweiten Ehefrau lernte Günter Jendrich Anfang der 1960er-Jahre Antje Hagen kennen, die für den Hörfunk und das Fernsehen des Südwestfunks arbeitete, am Theater Baden-Baden tätig war und 1964 die Co-Moderation von Das Rasthaus übernahm. Antje Hagen und Günter Jendrich heirateten am 20. August 1966 in Hinterzarten im Hochschwarzwald. Zusammen mit ihrem gemeinsamen, am 18. März 1967 geborenen Sohn Jens Jendrich und dem Sohn Thorsten lebten sie in Ebenung bei Baden-Baden. Günter Jendrich starb an im Februar 1969 diagnostizierter Leukämie. Sein Grab befindet sich auf dem Friedhof Lichtental, einem Ortsteil von Baden-Baden.

Die Grabstätte auf dem Friedhof Lichtental bei Baden-Baden

## Auszeichnungen
- 1961 und 1967: Christophorus-Preis der Christophorus-Stiftung im Gesamtverband der Deutschen Versicherungswirtschaft e. V. (GDV) für die „Förderung der Sicherheit im Straßenverkehr“.
- 1966: Österreichische Olympia-Medaille für „Verdienste um die Vorbereitung und die Durchführung der Olympischen Winterspiele 1964“, verliehen durch den „Bundespräsidenten der Republik Österreich“.
- 1967: Ehrenzeichen in Silber der Bundesverkehrswacht (heute: Deutsche Verkehrswacht).
- 1967: Silberne Ampel beim 1. Internationalen Verkehrsfilm-Festival in Berlin.

## Schriften
- Mit Fritz Koeltze: Der Weg der Silberpfeile. Zwei Reportagen über Entstehung und Bau der Mercedes-Benz-„Silberpfeil“-Rennwagen (1954). Hörbuch 2015, ISBN 978-3-95615-358-7.
- Dein Recht am Lenkrad: Ein Rechtsberater für die Praxis aus der Fernseh-Sendereihe „Das Rasthau“. Wiesbaden, A. Hassler 1967.
- Rundfunk-Reportage vom Großen Preis von Argentinien 16. Januar 1955. Unter dem Titel Lange Leitung in: Auto, Motor, Sport, 8/1984, S. 268–270.

## Internet-Quellen
- SWR Jahres-Chroniken 1924-2010. Einzusehen unter https://www.swr.de/-/id=9905108/property=download/nid=7687068/1vpz7ck/jahreschronik_1924-2010.pdf.
- ard-chronik. Einzusehen unter http://web.ard.de/ard-chronik/index/6295?year=1961&month=11.
- Findbuch. Hörfunkmanuskripte, Teil 1, 1946 bis 1950. Bearbeitet von Sebastian Lindmeyr. Bayerischer Rundfunk, Historisches Archiv / ABD, August 2006. Vgl. https://www.br.de/unternehmen/inhalt/geschichte-des-br/findbuch-hoerfunkmanuskripte-holi100~attachment.pdf
- Findbuch. Hörfunkmanuskripte, Teil 2, 1951 bis 1953. Bearbeitet von Carolin Freund und Phillip Koemle. Bayerischer Rundfunk, Historisches Archiv / ABD, Oktober 2012. Vgl. https://www.br.de/unternehmen/inhalt/geschichte-des-br/findbuch-hoerfunkmanuskripte-holi-102.html.